# 羅伊斯家族
罗伊斯家族（Haus Reuß）是11世纪位于萨克森、图林根、巴伐利亚和捷克交界处的福格特兰（Vogtland）的地方长官家族。该家族的几个分支在13至14世纪成为格莱茨、格拉等地的领主。1778年，格莱茨伯爵被封为羅伊斯-格賴茨（長系）亲王；1806年幼系诸伯爵被封为羅伊斯幼系亲王。
从12世纪开始该家族的每个成员都取名为亨利，以纪念有恩于他们的神圣罗马帝国皇帝亨利六世。在長系家族，以100為一輪（例如：第101個出生的男性即為「亨利一世」）。在幼系家族，以每個世紀作為一輪（例如：第一個在19世紀出生的男孩即為「亨利一世」）。这套奇异的命名规则在1688年正式写入家规。
罗伊斯家族的两个亲王领地都成为德意志邦联和德意志帝国的邦国，1918年君主制覆亡，成为社会主义的罗伊斯人民邦。

## 福格特兰世袭地方长官

### 魏达地方长官
- ？—1143年之前：艾肯贝特一世 Erkenbert I 魏达（Weida）的领主
- 1143年左右：艾肯贝特二世 魏达的领主，艾肯贝特一世长子
- ？—1193年：亨利一世 Heinrich I 艾肯贝特一世次子
- 1193年—1209年：亨利二世 魏达第一任地方长官，亨利一世长子

1209年分出格拉（Gera）。
- 1209年—1224年：亨利三世 亨利二世长子
- 1224年—1255年左右：亨利六世 亨利三世长子
- 1255年左右—1260年：亨利七世 亨利六世长子
- 1260年—1279/80年：亨利八世 亨利六世次子
- 1279/80年—1316/20年：亨利九世 亨利八世长子
- 1316/20年—1363/66年：亨利十一世 亨利九世长子
- 1363/66年—1367年：亨利十三世 亨利十一世长子，绰号“骑士”
- 1367年—1387/89年：亨利十四世 亨利十一世次子，绰号“红人”
- 1387/89年—1404年：亨利十六世 亨利十四世之子
- 1404年—1454年：亨利十七世 亨利十六世长子
- 1404年—1421年：亨利十八世 亨利十六世次子
- 1442年—1454年：亨利十九世 亨利十六世第三子
- 1454年—1465年：亨利二十一世 亨利十九世的独子
- 1465年—1507年：亨利二十二世 亨利二十一世长子
- 1507年—1510年：亨利二十三世 亨利二十一世次子
- 1510年—1531年：亨利二十四世 亨利二十一世三子

1531年，罗伊斯-魏达绝嗣。

### 格拉地方长官
- 1209年—1249/50年：亨利四世 魏达的亨利二世的次子

1249年或1250年分出普劳恩（Plauen）。
- 1249/50年—1274年：亨利一世 魏达-格拉的亨利四世的次子
- 1274年—1306年：亨利二世 亨利一世长子
- 1274年—1309年：亨利三世 亨利一世次子
- 1307年—1343年：亨利四世 亨利二世长子
- 1343年—1377年：亨利五世 亨利二世次子
- 1377年—1420年：亨利七世 亨利五世次子，格拉领主
- 1420年—1426年：亨利八世 亨利七世次子，格拉领主
- 1426年—1482年：亨利九世 亨利七世三子，格拉领主
- 1449年—1452年：亨利十世 亨利七世四子，格拉和施莱茨（Schleiz）领主
- 1482年—1508年：亨利十一世 亨利九世次子，格拉领主
- 1482年—1500年：亨利十二世 亨利九世三子，施莱茨领主
- 1482年—1489年：亨利十三世 亨利九世四子，罗本施泰因（Lobenstein）领主
- 1508年—1538年：亨利十四世 亨利十二世长子，格拉、施莱茨和罗本施泰因领主
- 1538年—1550年：亨利十五世 亨利十二世次子，格拉、施莱茨和罗本施泰因领主

1550年，罗伊斯-格拉绝嗣，归于罗伊斯-普劳恩。

### 普劳恩地方长官
- 1249/50年—1295/96年：亨利一世 魏达-格拉的亨利四世的长子

1274年，普劳恩分为长幼两支。

#### 普劳恩长支
- 1274年—1302年：亨利二世 普劳恩的亨利一世长子，绰号“波西米亚人”
- 1302年—1348年：亨利三世 亨利二世长子
- 1348年—1364年：亨利四世 亨利三世长子，米尔特洛夫（Mühltroff）领主
- 1364年：亨利六世 亨利四世长子，米尔特洛夫领主
- 1357年—1380年：亨利七世 亨利四世长子，米尔特洛夫领主
- 1348年—1368年：亨利八世 亨利四世次子，普劳恩领主
- 1373年—1412年：亨利九世 亨利八世长子，普劳恩和奥尔巴赫领主
- 1412年—1446/47年：亨利十世 亨利九世之子，彼得斯考和科奈希斯瓦尔特（Peterschau und Koneigswart）领主。1426年成为迈森城堡伯爵，称亨利一世。
- 1446/47年—1482年：亨利二世 迈森城堡伯爵亨利一世次子，继任迈森城堡伯爵
- 1482年—1519年：亨利三世 亨利二世之子，迈森城堡伯爵
- 1519年—1554年：亨利四世 亨利三世第三子，迈森城堡伯爵，1550年起为格拉、普劳恩和罗本施泰因领主
- 1559年—1568年：亨利五世 亨利四世长子，迈森城堡伯爵、格拉、普劳恩和罗本施泰因领主
- 1568年—1572年：亨利六世 亨利四世次子，迈森城堡伯爵、格拉、普劳恩和罗本施泰因领主

1572年，罗伊斯-普劳恩长支绝嗣。

#### 普劳恩幼支
- 1275年—1295年：亨利一世 普劳恩的亨利一世次子，绰号“罗伊斯人”
- 1295年—1350年：亨利二世 亨利一世长子
- 1350年—1368年：亨利三世 亨利二世次子，格莱茨地方长官
- 1368年—1398年：亨利六世 亨利三世长子，格莱茨领主
- 1398年—1436年：亨利七世 亨利三世长子，格莱茨领主
- 1436年—1476年：亨利九世 亨利七世獨子，格莱茨领主
- 1476年—1502年：亨利十一世 亨利九世长子，格莱茨领主
- 1476年—1529年：亨利十二世 亨利九世第四子，克拉尼希费尔德（Kranichfeld）领主
- 1502年—1535年：亨利十三世 亨利九世第七子，格莱茨领主，1529年起兼上克拉尼希费尔德领主和绍恩福斯特（Schauenforst）领主，绰号“沉默者”
- 1535年—1564年：亨利十四世 亨利十三世长子，1564年起为下格莱茨（Untergreiz）领主
- 1535年—1564年：亨利十五世 亨利十三世次子，1564年起为上格莱茨（Obergreiz）领主
- 1535年—1564年：亨利十六世 亨利十三世三子，1564年起为格拉领主

1564年，罗伊斯分为下格莱茨的长系，上格莱茨的中系和格拉的幼系。

## 罗伊斯长系诸领主与伯爵
- 1564年—1572年：亨利十四世
- 1572年—1608年：亨利二世 亨利十四世次子，得到布尔格克、罗本施泰因、克拉尼希费尔德和施莱茨，1596年起为罗伊斯-布尔格克（Reuß-Burgk）领主
- 1572年—1603年：亨利五世 亨利十四世第五子，得到下格賴茨
- 1608年—1639年：亨利二世 罗伊斯长系的亨利二世次子，罗伊斯-布尔格克领主
- 1608年—1616年：亨利三世 罗伊斯长系的亨利二世第三子，罗伊斯-布尔格克领主
- 1616年—1636年：亨利四世 罗伊斯长系的亨利二世第四子，罗伊斯-德劳（Reuß-Dölau）领主
- 1639年—1640年：亨利三世 罗伊斯-布尔格克的亨利二世第三子，罗伊斯-布尔格克领主
- 1604年—1629年：亨利四世 亨利五世第四子，得到上格賴茨，成为格賴茨领主

1625年，罗伊斯长系分为上格賴茨与下格賴茨。

### 罗伊斯-上格賴茨领主
- 1629年—1673年：亨利一世 亨利四世长子，1673年晉升為伯爵（參見下方）

1673年，上格賴茨升为伯国。

### 罗伊斯-上格賴茨伯爵
- 1673年—1681年：亨利一世 1673年前为罗伊斯-上格賴茨领主
- 1681年—1697年：亨利六世 亨利一世长子，萨克森陆军元帅
- 1681年—1698年：亨利十六世 亨利一世第九子，1694年—1698年为罗伊斯-德劳伯爵
- 1697年—1722年：亨利二世 亨利六世次子，1698年得到德劳
- 1722年—1723年：亨利九世 亨利二世次子
- 1723年—1778年：亨利十一世 亨利二世第四子，1768年得到下格賴茨，1778年晉升為羅伊斯-格賴茨親王。

1778年5月12日，罗伊斯-格賴茨升为親王國。

### 罗伊斯-下格賴茨领主
- 1625年—1667年：亨利五世 罗伊斯长系亨利五世第五子
- 1667年—1673年：亨利二世 亨利五世次子，1668年成为罗伊斯-布尔格克领主，1673年晉升為伯爵（參見下方）
- 1667年—1673年：亨利四世 亨利五世第四子，1673年晉升為伯爵（參見下方）
- 1667年—1673年：亨利五世 亨利五世第五子，1668年成为罗伊斯-罗滕塔尔（Reuß-Rothenthal）领主，1673年成为晉升為伯爵（參見下方）

1673年，下格賴茨升为伯国。

### 罗伊斯-下格賴茨伯爵
- 1673年—1697年：亨利二世 罗伊斯-布尔格克伯爵
- 1673年—1675年：亨利四世 罗伊斯-下格賴茨伯爵
- 1673年—1698年：亨利五世 罗伊斯-罗滕塔尔伯爵
- 1675年—1733年：亨利十三世 亨利四世的长子，1697年得到布尔格克，1698年得到罗滕塔尔
- 1733年—1768年：亨利三世 亨利十三世的长子

1768年，罗伊斯-下格賴茨绝嗣，归于罗伊斯-上格賴茨。

## 罗伊斯中系诸领主与伯爵
- 1564年—1578年：亨利十五世 上格莱茨领主
- 1578年—1607年：亨利十七世 亨利十五世长子，上格莱茨领主
- 1607年—1616年：亨利十八世 亨利十五世次子，上格莱茨领主

1616年，罗伊斯中系绝嗣，上格莱茨归于罗伊斯长系。

## 罗伊斯幼系

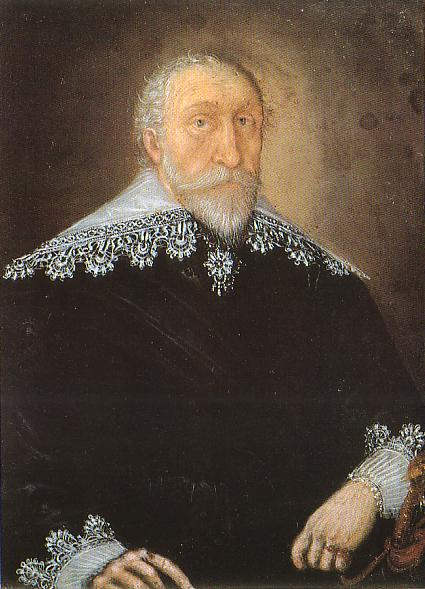
「遗腹子」亨利二世

- 1564年—1572年：亨利十六世 亨利十三世第三子，格拉领主
- 1572年—1635年：亨利二世 亨利十六世之子，绰号「遗腹子」，格拉、洛本施泰因、上克拉尼希费尔德领主
- 1635年—1647年：亨利二世 亨利二世次子，羅伊斯-格拉-薩爾堡領主（參見下方「羅伊斯-格拉」）
- 1635年—1640年：亨利三世 亨利二世第三子，羅伊斯-施萊茨伯爵（
- 1635年—1647年：亨利九世 亨利二世第九子
- 1635年—1647年：亨利十世 亨利二世第十子，羅伊斯-洛本施泰因領主（參見下方羅伊斯-洛本施泰因）

### 罗伊斯-格拉
- 1647年—1670年：亨利二世 1666年得到萨尔堡
- 1670年—1686年：亨利四世 亨利二世次子，1673年晉升為伯爵
- 1686年—1735年：亨利十八世 亨利四世第四子
- 1735年—1748年：亨利二十五世 亨利四世第七子
- 1748年—1802年：亨利三十世 亨利二十五世之子，没有子嗣

1802年，罗伊斯-格拉绝嗣，归于罗伊斯-埃伯斯多夫。

### 罗伊斯-施莱茨
- 1647年—1666年：亨利九世
- 1666年—1692年：亨利一世 罗伊斯幼系的亨利三世的长子，1647年—1666年为罗伊斯-萨尔堡领主，1673年升为罗伊斯-施莱茨伯爵
- 1692年—1726年：亨利十一世 亨利一世长子

1692年，罗伊斯-施莱茨分出罗伊斯-科斯特利茨（Reuß-Köstritz）。
- 1726年—1744年：亨利一世 亨利十一世的长子
- 1744年—1784年：亨利十二世 亨利十一世的次子
- 1784年—1806年：亨利四十二世 亨利十二世的次子，1802年繼承格拉，1806年升为罗伊斯-施莱茨和格拉亲王

1806年，罗伊斯-施莱茨升为親王國，成为莱茵邦联的一个邦。

### 罗伊斯-科斯特利茨
- 1692年—1748年：亨利二十四世 罗伊斯-施莱茨的亨利一世第四子

1748年，罗伊斯-科斯特利茨分为长中幼三支。

#### 罗伊斯-科斯特利茨长支
- 1748年—1783年：亨利六世 亨利二十四世次子
- 1783年—1806年：亨利四十三世 亨利六世次子，1806年晉升為亲王

1806年，罗伊斯-施莱茨升为侯国，罗伊斯-科斯特利茨长支伯爵随之成为亲王。

#### 罗伊斯-科斯特利茨中支

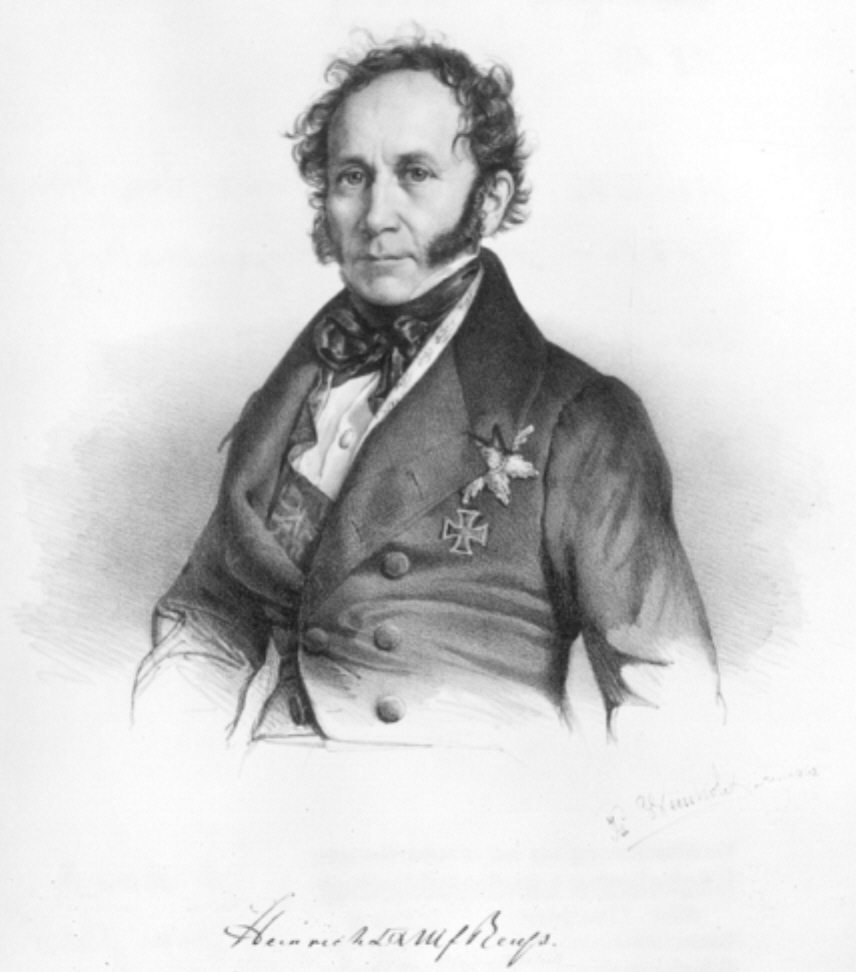
罗伊斯-科斯特利茨中支伯爵亨利六十三世，当今罗伊斯亲王的直系祖先

- 1748年—1780年：亨利九世 亨利二十四世第四子
- 1780年—1835年：亨利三十八世 亨利九世次子
- 1835年—1841年：亨利六十三世 亨利三十八世的侄子，五弟亨利四十四世次子
- 1841年—1878年：亨利四世 亨利六十三世长子，1878年晉升為罗伊斯-科斯特利茨亲王

1878年，罗伊斯-科斯特利茨长支绝嗣，亲王的爵位为罗伊斯-科斯特利茨中支所继承。

#### 罗伊斯-科斯特利茨幼支
- 1748年—1787年：亨利二十三世 亨利二十四世第八子
- 1787年—1833年：亨利四十七世 亨利二十三世长子
- 1833年—1840年：亨利四十九世 亨利二十三世次子
- 1840年—1851年：亨利五十二世 亨利二十三世第三子
- 1851年—1852年：亨利二世 亨利五十二世的侄子，其四弟亨利五十五世第三子
- 1852年—1911年：亨利十八世 亨利二世长子
- 1911年—1918年：亨利三十七世 亨利十八世长子

### 羅伊斯-洛本施泰因
- 1647年—1671年：亨利十世
- 1671年—1710年：亨利三世 亨利十世长子，1673年晉升為伯爵
- 1671年—1678年：亨利八世 亨利十世第四子，繼承罗伊斯-希尔施贝格
- 1671年—1678年：亨利十世 亨利十世第六子，繼承羅伊斯-埃伯斯多夫

1678年，羅伊斯-洛本施泰因分出罗伊斯-希尔施贝格（Reuß-Hirschberg）和罗伊斯-埃伯斯多夫（Reuß-Ebersdorf）。
- 1710年—1739年：亨利十五世 亨利三世长子
- 1710年—1718年：亨利二十六世 亨利三世第五子，繼承罗伊斯-塞尔比茨

1718年，羅伊斯-洛本施泰因分出罗伊斯-塞尔比茨（Reuss-Selbitz）。
- 1739年—1782年：亨利二世 亨利十五世长子
- 1782年—1790年：亨利三十五世 亨利二世长子，1790年晉升為亲王

1790年，羅伊斯-洛本施泰因升为親王國。

#### 罗伊斯-塞尔比茨
- 1718年—1730年：亨利二十六世
- 1730年—1765年：亨利十一世 亨利二十六世长子
- 1765年—1783年：亨利十九世 亨利二十六世第三子
- 1783年—1807年：亨利二十一世 亨利二十六世第四子

1807年，罗伊斯-塞尔比茨绝嗣，归于羅伊斯-洛本施泰因的塞尔比茨新系。

#### 罗伊斯-希尔施贝格
- 1678年—1711年：亨利八世 没有子嗣

1711年，罗伊斯-希尔施贝格绝嗣，被羅伊斯-洛本施泰因和罗伊斯-埃伯斯多夫瓜分。

#### 罗伊斯-埃伯斯多夫
- 1673年—1711年：亨利十世
- 1711年—1747年：亨利二十九世 亨利十世长子
- 1747年—1779年：亨利二十四世 亨利二十九世长子
- 1779年—1806年：亨利五十一世 亨利二十四世次子，1802年繼承格拉，1806年晉升為亲王

1806年，罗伊斯-埃伯斯多夫升为親王國，成为莱茵邦联的一个邦。

## 羅伊斯长系（罗伊斯-格賴茨）亲王

羅伊斯-格賴茨亲王亨利十一世

1. 1778年—1800年：亨利十一世 1723年起为羅伊斯-上格賴茨伯爵，1768年至1778年为羅伊斯长系伯爵
2. 1800年—1817年：亨利十三世 亨利十一世次子。1806年羅伊斯-格賴茨成为莱茵邦联的一个邦；1815年成为德意志邦联的一个邦。
3. 1817年—1836年：亨利十九世 亨利十三世次子
4. 1836年—1859年：亨利二十世 亨利十三世第三子
5. 1859年—1902年：亨利二十二世 亨利二十世次子。1871年羅伊斯长系侯国成为德意志帝国的一个邦。
6. 1902年—1918年：亨利二十四世 亨利二十二世长子。由罗伊斯幼系亲王亨利二十七世摄政

1918年，德国君主制覆亡，亨利二十四世被迫逊位。

## 罗伊斯幼系亲王

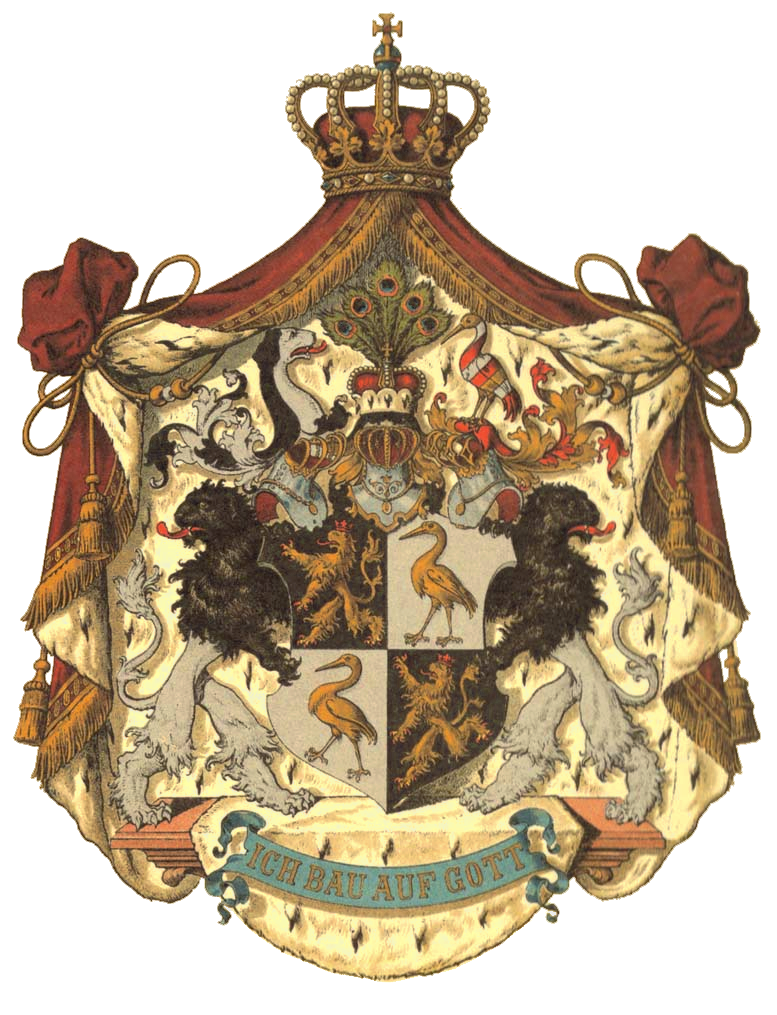
罗伊斯幼系侯国国徽

### 罗伊斯-施莱茨亲王
1. 1806年—1818年：亨利四十二世 1784年—1806年为罗伊斯-施莱茨伯爵。1815年与罗伊斯-洛本施泰因、罗伊斯-埃伯斯多夫以罗伊斯幼系侯国的名义加入德意志邦联。
2. 1818年—1848年：亨利六十二世 亨利四十二世長子，1848年得到罗伊斯-埃伯斯多夫，成为罗伊斯幼系亲王

1848年，罗伊斯-埃伯斯多夫侯国并入，更名罗伊斯幼系親王國。

### 罗伊斯幼系亲王
1. 1848年—1854年：亨利六十二世 1818年至1848年为罗伊斯-施莱茨亲王
2. 1854年—1867年：亨利六十七世 亨利六十二世的四弟
3. 1867年—1913年：亨利十四世 亨利六十七世第四子。1871年罗伊斯幼系侯国成为德意志帝国的一个邦。
4. 1913年—1918年：亨利二十七世 亨利十四世长子，1902年至1918年任罗伊斯-格莱茨摄政

1918年，德国君主制覆亡，亨利二十七世被迫逊位。

### 罗伊斯-科斯特利茨亲王
罗伊斯-科斯特利茨亲王只有亲王头衔，没有实际统治的领地。
- 1806年—1814年：亨利四十三世 1783年至1806年为罗伊斯-科斯特利茨长支伯爵
- 1814年—1856年：亨利六十四世 亨利四十三世第三子，没有子嗣
- 1856年—1878年：亨利六十九世 亨利六十四世堂弟，叔叔亨利四十八世长子，没有子嗣

1878年，罗伊斯-科斯特利茨长支绝嗣，亲王的爵位为罗伊斯-科斯特利茨中支所继承。
- 1878年—1894年：亨利四世 1841年至1878年为罗伊斯-科斯特利茨中支伯爵
- 1894年—1910年：亨利二十四世 亨利四世长子，德国浪漫主義音樂作曲家
- 1910年—1918年：亨利三十九世 亨利二十四世长子

1918年，德国君主制覆亡，亨利三十九世放弃亲王头衔。

### 罗伊斯-罗本施泰因亲王
- 1790年—1805年：亨利三十五世 1782年至1790年为罗伊斯-罗本施泰因伯爵

1805年，罗伊斯-罗本施泰因主系绝嗣，亨利三十五世的堂弟，罗伊斯-塞尔比茨的亨利五十四世继承了罗伊斯-罗本施泰因，并于1806年成为罗伊斯-罗本施泰因亲王。同年罗伊斯-罗本施泰因侯国成为莱茵邦联的一个邦。
- 1806年—1824年：亨利五十四世 罗伊斯-塞尔比茨伯爵亨利二十六世唯一的孙子，父亲为罗伊斯-塞尔比茨的亨利二十五，1807年得到塞尔比茨，没有子嗣。1815年与罗伊斯-施莱茨、罗伊斯-埃贝尔斯多夫以罗伊斯幼系侯国的名义加入德意志邦联。

1824年，罗伊斯-罗本施泰因绝嗣，归于罗伊斯-埃贝尔斯多夫。

### 罗伊斯-埃伯斯多夫亲王
1. 1806年—1822年：亨利五十一世 1779年至1806年为罗伊斯-埃伯斯多夫伯爵。1815年与罗伊斯-施莱茨、罗伊斯-洛本施泰因以罗伊斯幼系侯国的名义加入德意志邦联。
2. 1822年—1848年：亨利七十二世 亨利五十一世之子，1848年逊位，1853年去世，没有子嗣

1848年，罗伊斯-埃伯斯多夫爆发革命，亨利七十二世被迫逊位，领土并入罗伊斯-施莱茨，形成罗伊斯幼系侯国。时隔201年，罗伊斯幼系重新合并。

## 罗伊斯亲王继承人

### 罗伊斯-格莱茨亲王继承人
- 1918年—1927年：亨利二十四世 1902年至1918年为罗伊斯-格莱茨亲王，没有子嗣

1927年，罗伊斯长系绝嗣。

### 罗伊斯-施莱茨亲王继承人
- 1918年—1928年：亨利二十七世 1913年至1918年为罗伊斯幼系亲王
- 1928年—1945年：亨利四十五世 亨利二十七世第三子，1945年失踪，没有子嗣，1962年宣布死讯

1945年，罗伊斯-施莱茨绝嗣，归于罗伊斯-科斯特利茨。

### 罗伊斯-科斯特利茨亲王继承人
- 1945年—1946年：亨利三十九世 1910年至1918年为罗伊斯-施莱茨-科斯特利茨亲王，1945年罗伊斯-施莱茨绝嗣，成为罗伊斯家族唯一的继承人，自称罗伊斯-科斯特利茨亲王，普劳恩伯爵与领主，格莱茨、罗本施泰因、施莱茨、格拉、克拉尼希费尔德领主
- 1946年—2012年：亨利四世 亨利三十九世长子
- 2012年至今：亨利十四世 亨利四世之子
- 罗伊斯-科斯特利茨亲王世子：海因里希二十九世（Heinrich XXIX，1997年—）

### 罗伊斯-科斯特利茨幼支亲王继承人
- 1911年—1964年：亨利三十七世 亨利十八世长子
- 1964年至今：亨利十一世·黎可 Heinrich XI Licco 亨利三十七世长子
- 罗伊斯-施莱茨-科斯特利茨幼支伯爵世子：亨利十六世（1965年12月8日生）